# Афзаметдинова Санія Юнусівна
Санія Юну́сівна Афзаметди́нова (24 грудня 1924, Казань, нині Татарстан, Росія) — українська архітекторка татарського походження.

## Біографія
У 1948 році закінчила Московський архітектурний інститут. Від 1963 року — головний архітектор проектного інституту «Діпромісто».

## Вибрані проекти
- Житлові будинки на бульварі Лесі Українки у Києві (1968–1972) — у співавторстві.
- Кримський академічний український музичний театр у Сімферополі (1976, урочисто відкрито 26 лютого 1977) — у співавторстві.
- Закарпатський обласний державний український музично-драматичний театр у Ужгороді (1979) — у співавторстві.

Уперше у вітчизняній практиці, виходячи з конкретної містобудівної ситуації, спроектувала театр (у Сімферополі) не з традиційною симетричною, а з асиметричною об'ємно-просторовою структурою.

## Премії
- 1978 — Державна премія УРСР імені Тараса Шевченка (разом із Віталієм Юдіним і Ернестом Биковим) за Кримський академічний український музичний театр у Сімферополі.